# Джеремі Кота

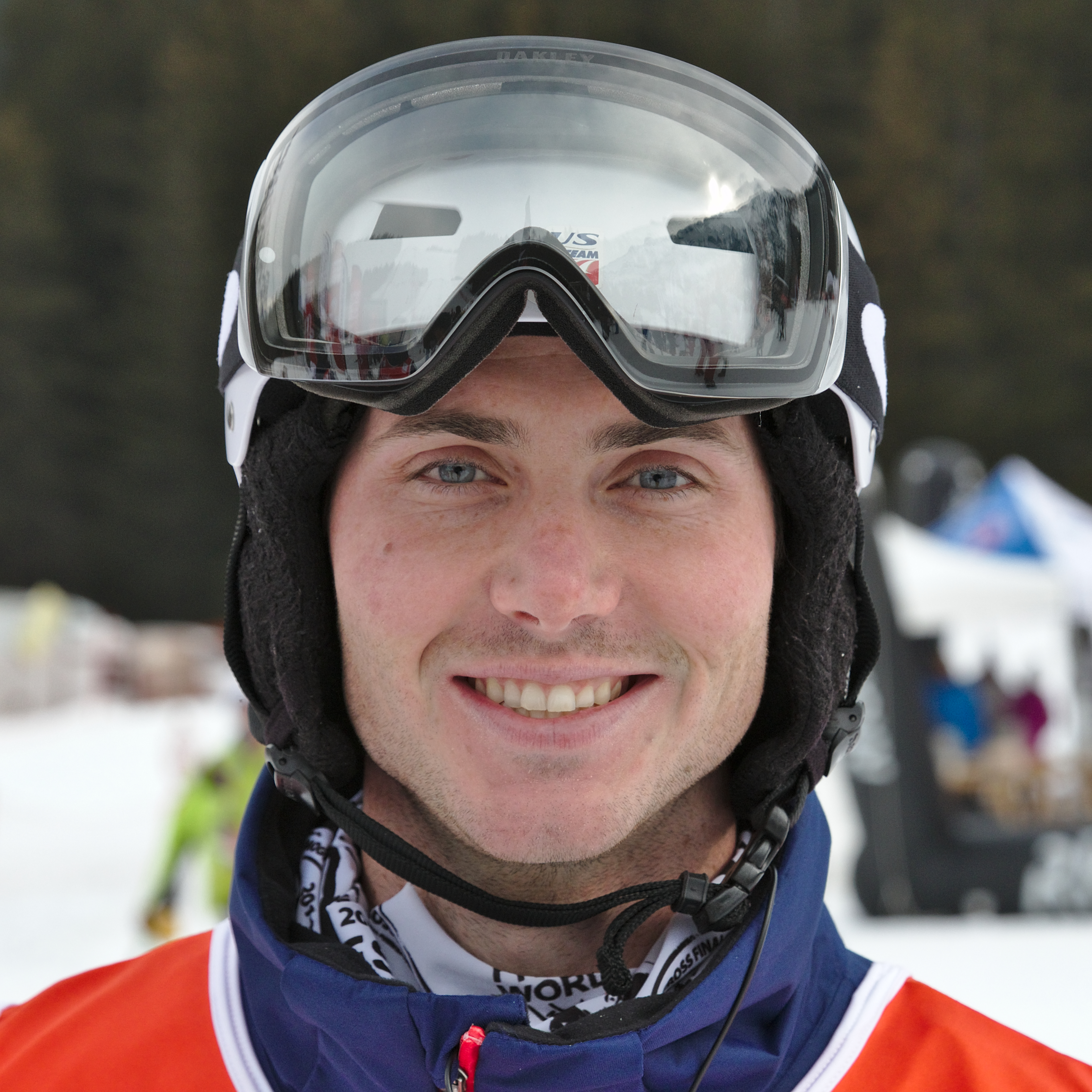
Jeremy Cota

Джеремі Кота — американський фристайліст, що спеціалізується на могулі та паралельному могулі. Уродженець штату Мен. Переконаний, що непотрібно приймати все занадто серйозно і тримати речі в перспективі, Кота вже здобув кілька вражаючих перемог за збірну США в сезоні 2010 року.
Джеремі твердить: «У мене був приголомшливий сезон, і я дуже радий тим, як я катався на лижах. Головною подією для мене має бути тільки можливість бути частиною команди на чемпіонаті світу і кататися на лижах на очах у багатьох моїх друзів.»
Поза спортом залишається дуже активним: будь то катання на гірському велосипеді, грав в теніс, або слалом на каное по річці. Він буде робити що завгодно, щоб не бути удома.

## Кар'єра
Навчатись їздити на лижах почав у віці дванадцяти років. З лютого 2005 року брав участь на етапах Кубка Північної Америки. Саме тоді він здобув свою першу перемогу. У сезоні 2008/09 він мав сім подіумів і виграв Кубок Північної Америки. На етапах Кубка світу він дебютував 14 січня 2010 року у американському Дір-Веллі. Тоді він одразу зайняв 6 місце, що було його найкращим досягненням у цьому сезоні. Початок наступного сезону ознаменувався для нього кількома попаданнями в ТОП-10. 22 січня 2011 року в йому запам'ятається як день коли він уперше зійшов на подіум Кубка світу. А це було в американському Лейк-Плесіді. На дебютному для себе ЧС-2011 він зайняв 4 місце у могулі. Після чемпіонату світу ще було декілька подіумів. Старт сезону 2011-12 видався успішним, адже він здобув три подіуми у Монт Габріелі, Калгарі і Наібі.

## Здобутки

### Чемпіонати світу
| № | Дата       | Місце                                      | Дисципліна        | Результат | Очки  |
| - | ---------- | ------------------------------------------ | ----------------- | --------- | ----- |
| 1 | 05/02/2011 | Чемпіонат світу з фристайлу 2011 Дір-Веллі | Могул             | 4         | 24.74 |
| 2 | 02/02/2011 | Чемпіонат світу з фристайлу 2011 Дір-Веллі | Паралельний могул | 9         | ---   |

### Кубок світу
| № | Дата       | Місце            | Дисципліна        | Медаль | Очки  |
| - | ---------- | ---------------- | ----------------- | ------ | ----- |
| 1 | 22/01/2011 | Лейк-Плесід      | Могул             | Бронза | 25.31 |
| 2 | 26/03/2011 | Маріанські Лазні | Паралельний могул | Бронза | ---   |
| 3 | 14/01/2012 | Монт Габріел     | Паралельний могул | Срібло | ---   |
| 4 | 28/01/2012 | Калгарі          | Могул             | Срібло | 23.94 |
| 5 | 18/02/2012 | Наіба            | Могул             | Срібло | 24.76 |

Положення в загальних класифікаціях Кубка світу
| Сезон   | Загальний залік | Залік могулу  |
| ------- | --------------- | ------------- |
| 2009-10 | ***             | ***           |
| 2010-11 | 14 (37 очок)    | 5 (407 очок)  |
| 2009-10 | 50 (14 очок)    | 14 (141 очко) |

### Юніорські чемпіонати світу
| № | Дата       | Місце                                              | Дисципліна        | Результат | Очки |
| - | ---------- | -------------------------------------------------- | ----------------- | --------- | ---- |
| 1 | 03/03/2006 | Юніорський чемпіонат світу з фристайлу 2007 Айроло | Паралельний могул | 14        | ---  |

### Кубок Європи
Подіуми на етапах КЄ
| № | Дата       | Місце        | Дисципліна | Медаль | Очки  |
| - | ---------- | ------------ | ---------- | ------ | ----- |
| 1 | 25/01/2006 | Нижня Морава | Могул      | Срібло | 24.79 |

### Кубок Північної Америки
Подіуми на етапах КПА
| №  | Дата       | Місце                        | Дисципліна        | Медаль | Очки  |
| -- | ---------- | ---------------------------- | ----------------- | ------ | ----- |
| 1  | 15/01/2008 | Валь Сент-Кам                | Паралельний могул | Бронза | ---   |
| 2  | 15/02/2008 | Апекс                        | Могул             | Срібло | *     |
| 3  | 10/01/2009 | Кіллінгтон                   | Могул             | Срібло | *     |
| 4  | 11/01/2009 | Кіллінгтон                   | Паралельний могул | Срібло | ---   |
| 5  | 11/02/2009 | Арапахоу Басейн              | Могул             | Срібло | 23.84 |
| 6  | 12/02/2009 | Арапахоу Басейн              | Могул             | Срібло | 24.28 |
| 7  | 19/02/2009 | Канадський олімпійський парк | Могул             | Бронза | *     |
| 8  | 22/02/2009 | Канадський олімпійський парк | Паралельний могул | Золото | ---   |
| 9  | 28/01/2010 | Вайтфейс                     | Могул             | Срібло | 23.78 |
| 10 | 05/02/2010 | Кіллінгтон                   | Могул             | Срібло | 24.75 |
| 11 | 06/02/2010 | Кіллінгтон                   | Паралельний могул | Золото | ---   |

Позиції в заліках КПА
| Сезон   | Залік        |
| ------- | ------------ |
| 2008-09 | 1 (529 очок) |
| 2009-10 | 5 (276 очок) |